# Gdzie się podziała siódma kompania?
Gdzie się podziała siódma kompania? (fr. Mais où est donc passée la septième compagnie?) – francusko-włoska komedia wojenna z 1973 roku.

## Fabuła
Trwa obrona Francji w 1940 roku, wojska francuskie cofają się w panice przed nacierającą armią niemiecką. Trzech żołnierzy, którzy w powstałym zamieszaniu oddzielili się od macierzystej 7 kompanii łączności, usiłuje przedzierać się przez ogarnięty wojennym chaosem kraj w poszukiwaniu swojego oddziału. Wkrótce przyłącza się do nich zestrzelony pilot myśliwca.

## Główne role
- Jean Lefebvre - szer. Pithivier
- Pierre Mondy - st. sierż. Chaudard
- Aldo Maccione - szer. Tassin
- Robert Lamoureux - płk Blanchet
- Alain Doutey - Carlier
- Erik Colin - por. Duvauchel
- Pierre Tornade - kpt. Dumont
- Alain Doutey - Carlie
- Jacques Marin - kolaborant